# Puerto Siles
Puerto Siles es una localidad y un municipio del noreste de Bolivia, ubicado en la provincia de Mamoré del departamento del Beni. El municipio tiene una superficie de 2.243,54 km² y cuenta con una población de 945 habitantes (según el Censo INE 2012). La identidad étnica de esta región es joaquiniana y moré. Los Moré tienen una tierra comunitaria de origen para 5 comunidades.

## Historia
El municipio de Puerto Siles fue creado mediante ley del 3 de diciembre de 1945, durante el gobierno de Gualberto Villarroel. Fue el tercero y último municipio (sección municipal) en crearse dentro de la provincia de Mamoré.

## Ubicación
El municipio de Puerto Siles es uno de los tres municipios de la provincia de Mamoré y se encuentra en la parte noroeste de la provincia. Limita al oeste con la provincia de Yacuma, al sur y al este con el municipio de San Joaquín, y al norte con la provincia de Vaca Díez.
El segundo mayor centro urbano y administrativo de la provincia es Puerto Siles con 225 habitantes (2012) en el extremo sur del municipio.

## Geografía
El municipio está situado en los Llanos de Moxos, que con más de 100 000 kilómetros cuadrados es uno de los humedales más grandes del mundo. El tipo de vegetación dominante en la región de Puerto Siles es el tropical de sabana.
Las fluctuaciones de temperatura son bajas, tanto durante el día y durante el año, la temperatura promedio es más de 26 °C, las temperaturas medias mensuales se sitúan entre 24 y 29 °C. Las precipitaciones anuales de alrededor de 1500 mm, aproximadamente dos veces la precipitación en el centro de Europa. Sólo los meses de junio a agosto son por una estación seca, acuñada en la escasez de precipitaciones se evaporan rápidamente.

## Demografía
De acuerdo con el censo boliviano de 2024, la población del municipio de Puerto Siles es de 1 095 habitantes.
La población del municipio aumentó ligeramente entre 1992 y 2024:
| Año  | Habitantes (municipio) | Habitantes (localidad) | Fuente |
| ---- | ---------------------- | ---------------------- | ------ |
| 1992 | 1 019                  | 300                    | Censo  |
| 2001 | 1 018                  | 279                    | Censo  |
| 2012 | 945                    | 225                    | Censo  |
| 2024 | 1 095                  |                        | Censo  |

La densidad de población del municipio en el último censo de 2001 era de 0,5 personas / km ², la proporción de población urbana es de 0 %. La esperanza de vida de los recién nacidos en 2001 fue de 62,4 años.
La tasa de alfabetización entre los mayores de 19 años de edad es 89,3 %, mientras que 92,4 % y 85,2 % en los hombres y en las mujeres (2001).

## División política
El municipio estaba dividido en tres cantones hasta 2009, cuando se abolieron los cantones como entidad subnacional:
- Alejandría - 199 habitantes (2001)
- Puerto Siles - 375 habitantes (2001)
- Vigo - 444 habitantes (2001)

## Transporte
Puerto Siles se encuentra a 297 kilómetros por carretera al norte de la capital departamental Trinidad.
La ruta nacional Ruta 9, de 1.631 kilómetros de largo, atraviesa Trinidad, viniendo desde Yacuiba en la frontera con Argentina en el sur hasta Guayaramerín en la frontera con Brasil en el extremo norte del país. La Ruta 9 va desde Yacuiba vía Villamontes y Santa Cruz de la Sierra hasta Trinidad y luego vía San Ramón y San Joaquín hasta Puerto Siles y luego vía Paraíso y Las Abras hasta Guayaramerín. En Puerto Siles hay que cruzar el río Mamoré en ferry o pontón debido a que no hay puente.